# Neráida (ort i Grekland, Trikala)
Neráida är en ort i Grekland.   Den ligger i prefekturen Trikala och regionen Thessalien, i den centrala delen av landet, 270 km nordväst om huvudstaden Aten. Neráida ligger 884 meter över havet och antalet invånare är 164.
Terrängen runt Neráida är huvudsakligen bergig, men söderut är den kuperad. Neráida ligger nere i en dal. Runt Neráida är det glesbefolkat, med 13 invånare per kvadratkilometer. Närmaste större samhälle är Theodóriana, 2,1 km sydväst om Neráida. I omgivningarna runt Neráida växer i huvudsak blandskog.